# Metathelypteris hattorii
Metathelypteris hattorii är en kärrbräkenväxtart som först beskrevs av H. Itô och som fick sitt nu gällande namn av Ren-Chang Ching.
Metathelypteris hattorii ingår i släktet Metathelypteris och familjen Thelypteridaceae. Inga underarter finns listade i Catalogue of Life.